# إميلي تشيني نيفيل
إميلي تشيني نيفيل (بالإنجليزية: Emily Cheney Neville)‏ هي كاتِبة وصحفية وكاتبة للأطفال أمريكية، ولدت في 28 ديسمبر 1919 في مانشستر في الولايات المتحدة، وتوفيت في 14 ديسمبر 1997 في كين في الولايات المتحدة.